# Room 237
Room 237 (conocido también por el nombre de Habitación 237) es un documental estadounidense dirigido por Rodney Ascher y producido por Tim Kirk, que explora y propone varias teorías sobre los significados de la película El resplandor de 1980 del director Stanley Kubrick. El filme incluye imágenes tomadas de El resplandor y de otras películas de Kubrick, de otros directores, archivos cinematográficos así como opiniones de diversos seguidores del director, analistas, historiadores y cineastas, entre otros. Room 237 se compone de un extenso análisis aleatorio en nueve partes, cada una de los cuales se centra en diferentes elementos que podrían revelar pistas secretas, curiosidades y comparaciones que insinúan una temática de mayor escala o simplemente que el filme representa una idea entre líneas y detalles. El documental fue exhibido en la sección Directors' Fortnight del Festival de Cannes 2012 y en el Festival de Cine de Sundance. Sus derechos de distribución fueron adquiridos por IFC Midnight y fue estrenada en los cines estadounidenses y a través de vídeo bajo demanda el 29 de marzo de 2013.

## Sinopsis
El documental cuenta con entrevistas y opiniones a diversos seguidores de El resplandor, intelectuales y críticos, quienes la analizan y la relacionan con, entre otros temas, el genocidio de los nativos norteamericanos, el Holocausto y el alunizaje del Apolo 11 en 1969. Los entrevistados no son vistos en pantalla, pero sus comentarios acompañan secuencias de video, principalmente de la propia película El resplandor, las cuales se conectan vagamente con el diálogo. Los realizadores del documental no intentan promover ninguna de las aseveraciones de sus entrevistados. El director Rodney Ascher ofreció su propia interpretación en una entrevista para la revista Complex:

I don’t think its nearly as visionary as any one of these folks have found. I just see it as sort of a story about juggling the responsibilities of your career and family and as cautionary tale of what may happen if you make the wrong choice. And even maybe looking at the ghosts as these figures that represent fortune or prestige or things that you might be chasing at the expense of paying proper attention to your family.
Yo no creo que sea tan visionaria como cualquiera de estas personas han encontrado. La veo como una especie de historia sobre hacer malabares con las responsabilidades de tu carrera y familia y como un relato de advertencia de lo que puede ocurrir si tomas la decisión equivocada. E incluso mirando a los fantasmas como estas figuras que representan fortuna o prestigio o cosas que podrías perseguir a expensas de prestar la debida atención a tu familia.

## Partes
1. Los entrevistados
En esta primera parte del documental, se exponen las primeras experiencias y argumentos de las personas entrevistadas con respecto al significado de varios elementos que aparecen en el El resplandor, como la máquina de escribir de Jack y la lata de levadura Calumet, además de la opinión de otras películas y la influencia que tuvo Stanley Kubrick en el cine.
2. Condensar
En esta parte, el investigador Jay Weidner teoriza que en la película, siendo tan venerada y aclamada como una obra maestra cinematográfica en la actualidad, aparecen mensajes subliminales que cambian totalmente la trama de la historia, que para la época en que se estrenó, en la industria de la publicidad, los mensajes subliminales eran una estrategia que daba resultado. Se argumenta que las zonas principales del hotel, como la recepción, la oficina de Stuart Ullman o la cocina, tienen dimensiones imposibles. Bill Blakemore, un periodista, explica la condensación de la historia mediante los simbolismos de la humanidad que la hacen realista.
3. Navegando en el laberinto
Juli Kearns explica las coincidencias entre la película y el mito griego del Minotauro, mediante un cartel de un esquiador, el laberinto y la expresión de Jack parecida a un toro. John Fell Ryan, un investigador y escritor, habla de los recorridos imposibles de Danny en el triciclo a través del pasillo de los hexágonos y crea una metáfora sobre otra realidad. Jay Weidner teoriza que El resplandor es un subtexto que simbólicamente cuenta la participación de Stanley Kubrick en el montaje de la llegada del hombre a la Luna por parte del Apolo 11. Esta teoría tiene origen en los elementos sutiles que hacen alusión al imperialismo estadounidense, de las imágenes subliminales, la implicación de la NASA en el rodaje de 2001: A Space Odyssey, las grandes diferencias de la película y la novela de Stephen King.
4. Ascensor al cementerio
En esta parte, Geoffrey Cocks, un historiador de la Alemania nazi, menciona las alusiones al Holocausto mediante metáforas como una parte del cuento Los tres cerditos y las referencias de los cuentos populares que Kubrick incluye a lo largo de la película. Bill Blakemore, explica que el significado del ascensor es sobre el genocidio de los nativos americanos.
5. El enigmático Bill Watson
Se explica que el personaje Bill Watson pudiera representar a un vigilante o ayudante del Gobierno comparado con el personaje de Stuart Ullman, que representaría al presidente John F. Kennedy, que también pudiera ser un reflejo o un doble de Jack como cuidador del hotel.
6. Dibujos de un libro
En esta parte, se explora nuevamente la intervención del Holocausto en la película. El proyecto no realizado de Kubrick sobre el Holocausto, The Aryan Papers, la explicación de la naturaleza del mal a través de la historia y el pasado oscuro de la raza humana.
7. ¿Cómo fue pensada El resplandor para ser vista?
John Fell Ryan teoriza que El resplandor puede verse hacia adelante y hacia atrás, y que al hacer esto, los simbolismos de la película se mezclan mediante las imágenes superpuestas.
8. La habitación 237
En esta parte, se menciona que la habitación 237 se compara con la habitación del final de 2001: A Space Odyssey que cambia la narrativa de la historia, las coincidencias entre el diseño de la alfombra de los hexágonos y la plataforma de lanzamiento del Apolo 11, entre otras cosas.
9. Después de El resplandor
En esta última parte, se habla de la siguiente película de Kubrick Full Metal Jacket y las conclusiones sobre el significado general de El resplandor.

## Reparto
En el documental participan Bill Blakemore, Geoffrey Cocks, Juli Kearns, John Fell Ryan, Jay Weidner y Buffy Visick. También incluye imágenes de archivo en las que aparecen Stanley Kubrick, Shelley Duvall, Stephen King, Jack Nicholson, Scatman Crothers, Joe Turkel, Danny Lloyd, Barry Nelson, Philip Stone, Keir Dullea, Tom Cruise

## Crítica
Room 237 debutó con críticas positivas de los especialistas. En el sitio web Rotten Tomatoes mantiene un 94% de aprobación sobre la base de ciento ocho reseñas profesionales. En Metacritic, que otorga un puntaje máximo de cien, el documental recibió ochenta puntos basándose en treinta críticas comerciales, lo cual se considera «opiniones generalmente positivas».